# Bladsprietkevers
Bladsprietkevers (Scarabaeidae) vormen een familie uit de orde kevers (Coleoptera).

## Kenmerken
De meeste soorten hebben een rond, bol lichaam, korte tasters en grote, soms glanzende dekschilden, vaak met lengtegroeven en soms met beharing. De top van de antennen is knotsvormig en is samengesteld uit 3 tot 7 beweeglijke plaatjes. Enkele bekende groepen zijn de mestkevers, de penseelkevers en de meikevers. Bladsprietkevers hebben platte, waaiervormige uiteinden aan de tasters, hiermee sporen mannetjes en vrouwtjes elkaar op om te kunnen paren. De rozenkevers (Cetoninae) hebben een krachtige bouw en vaak opvallend lange poten, waarmee ze kunnen graven en zich aan takken of (voor het mannetje bij de paring) aan vrouwtjes kunnen vasthouden. Vaak bezitten de mannetjes horens om gevechten te leveren met andere mannetjes. De lengte varieert van 0,2 tot 1,7 cm.

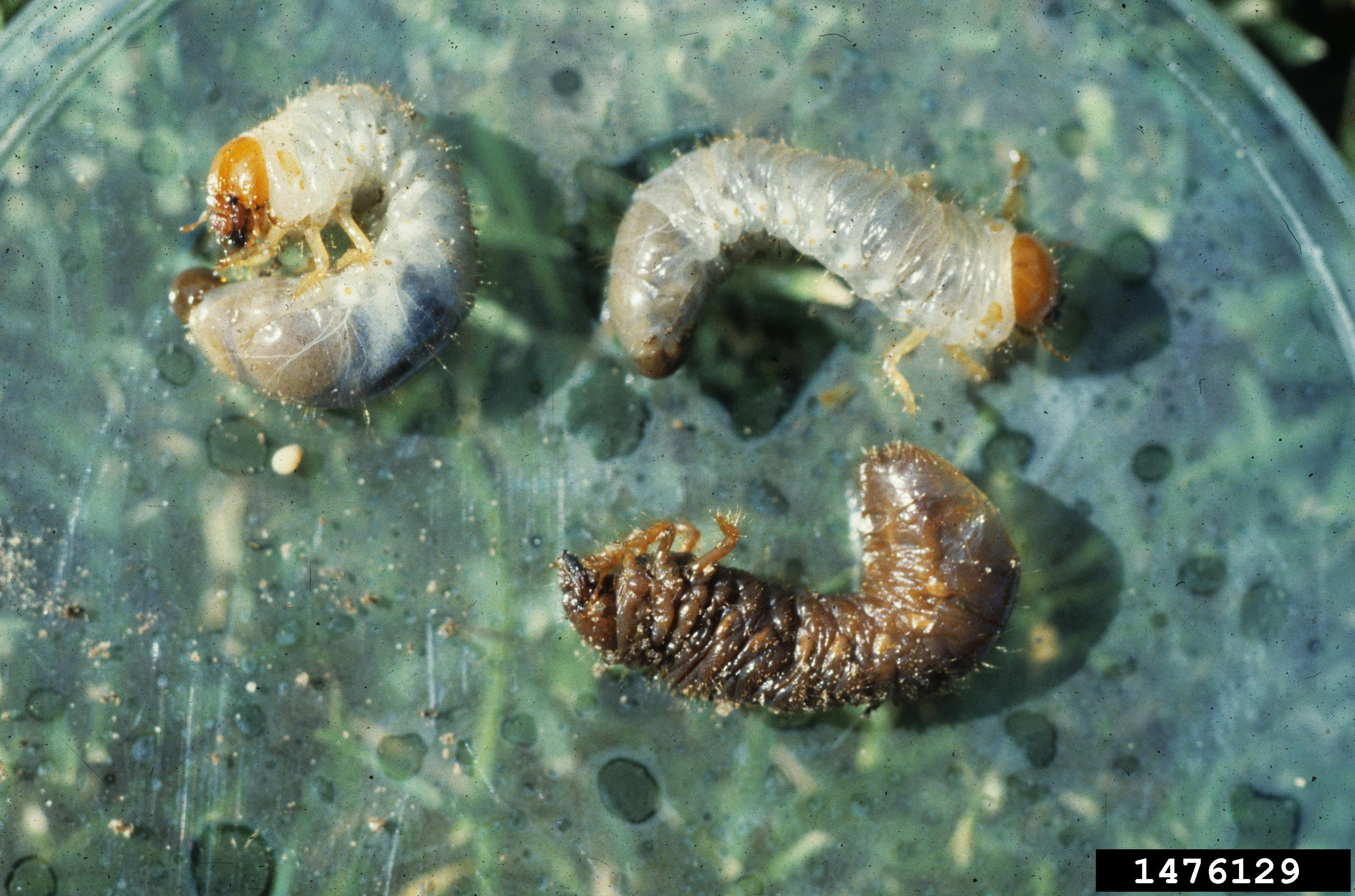
Door de rondworm Heterorhabditis bacteriophora aangetaste larve met daarboven twee gezonde bladsprietkeverlarven

## Leefwijze
De larve wordt engerling genoemd en leeft van levend of dood plantaardig materiaal. Veel bekende soorten zijn berucht om de wortel-etende larven die planten en gazons om zeep kunnen helpen. Gazonliefhebbers zijn overigens meestal nog minder blij met het bezoek van de larven etende mol. Larven van mestkevers leven van mest, echter alleen mest van herbivoren zoals runderen. Een aantal soorten, met name de grotere kevers kennen een larvestadium van meerdere jaren. Volwassen kevers leven doorgaans niet lang; enkele weken tot een maand, en eten vaak plantendelen als nectar, fruit en stuifmeel. De keverlarven leven lang niet altijd van levend plantaardig materiaal: er zijn vele soorten die zich met rottende bladeren en humus voeden, onder andere de afgebeelde Cetonia aurata.

## Taxonomie
De volgende onderfamilies zijn bij de bladsprietkevers ingedeeld:
- Aclopinae Blanchard, 1850
- Aegialiinae Laporte, 1840 (synoniem van Aphodiinae)
- Allidiostomatinae Arrow, 1940
- Aphodiinae Leach, 1815
- Aulonocneminae Janssens, 1946
- Cetoniinae Leach, 1815
- Chironinae Blanchard, 1845
- Dynamopodinae Arrow, 1911
- Dynastinae MacLeay, 1819
- Eremazinae Iablokoff-Khnzorian, 1977
- Melolonthinae Leach, 1819
- Orphninae Erichson, 1847
- Phaenomeridinae Erichson, 1847
- Rutelinae MacLeay, 1819
- Scarabaeinae Latreille, 1802
- Termitotroginae Wasmann, 1918
- † Cretoscarabaeinae Nikolajev, 1995
- † Lithoscarabaeinae Nikolajev, 1992
- † Prototroginae Nikolajev, 2000

## In Nederland waargenomen soorten
- Genus: Aegialia
  - Aegialia arenaria - (Bolronde helmkever)
  - Aegialia mimica
  - Aegialia rufa
- Genus: Amphimallon
  - Amphimallon ochraceum
  - Amphimallon ruficorne
  - Amphimallon solstitiale - (Junikever)
- Genus: Ancognatha
  - Ancognatha scarabaeoides
- Genus: Anisoplia
  - Anisoplia villosa - (Harige bladvreter)
- Genus: Anomala
  - Anomala cuprea
  - Anomala dubia
- Genus: Aphodius
  - Aphodius arenarius
  - Aphodius ater
  - Aphodius borealis
  - Aphodius brevis
  - Aphodius cardinalis
  - Aphodius coenosus
  - Aphodius conspurcatus
  - Aphodius consputus
  - Aphodius contaminatus
  - Aphodius corvinus
  - Aphodius depressus
  - Aphodius distinctus - (Geelgevlekte veldmestkever)
  - Aphodius erraticus
  - Aphodius fasciatus
  - Aphodius fimetarius - (Roodschildveldmestkever)
  - Aphodius foetens
  - Aphodius foetidus
  - Aphodius fossor - (Zwarte veldmestkever)
  - Aphodius granarius
  - Aphodius haemorrhoidalis
  - Aphodius ictericus
  - Aphodius luridus - (Geelbruine veldmestkever)
  - Aphodius maculatus
  - Aphodius merdarius
  - Aphodius niger
  - Aphodius obliteratus
  - Aphodius paracoenosus
  - Aphodius paykulli
  - Aphodius pictus
  - Aphodius plagiatus
  - Aphodius porcus
  - Aphodius prodromus - (Zwervende mestkever)
  - Aphodius proximus
  - Aphodius pubescens
  - Aphodius punctatosulcatus
  - Aphodius pusillus
  - Aphodius quadrimaculatus - (Roodgevlekte veldmestkever)
  - Aphodius reyi
  - Aphodius rufipes - (Roodkopveldmestkever)
  - Aphodius rufus
  - Aphodius satellitius
  - Aphodius scrofa
  - Aphodius sordidus
  - Aphodius sphacelatus
  - Aphodius sticticus
  - Aphodius subterraneus
  - Aphodius zenkeri
- Genus: Cetonia
  - Cetonia aurata - (Gouden tor)
- Genus: Chaetopteroplia
  - Chaetopteroplia segetum
- Genus: Copris
  - Copris lunaris - (Eenhoornmestkever)
- Genus: Diastictus
  - Diastictus vulneratus
- Genus: Euheptaulacus
  - Euheptaulacus sus
  - Euheptaulacus villosus
- Genus: Exomala
  - Exomala orientalis
- Genus: Gnorimus
  - Gnorimus nobilis - (Edelman)
  - Gnorimus variabilis - (Variabele edelman)
- Genus: Heptaulacus
  - Heptaulacus testudinarius
- Genus: Holotrichia
  - Holotrichia parallela
- Genus: Hoplia
  - Hoplia argentea
  - Hoplia graminicola
  - Hoplia philanthus - (Sallandkever)
- Genus: Maladera
  - Maladera castanea
  - Maladera holosericea
- Genus: Melolontha
  - Melolontha hippocastani - (Bosmeikever)
  - Melolontha melolontha - (Gewone meikever)
- Genus: Mimela
  - Mimela junii
- Genus: Onthophagus
  - Onthophagus coenobita - (Aasmestkever)
  - Onthophagus fracticornis - (Breedhoornmestkever)
  - Onthophagus illyricus
  - Onthophagus joannae
  - Onthophagus nuchicornis - (Rechthoornpillendraaier)
  - Onthophagus ovatus
  - Onthophagus similis - (Hoornmestkever)
  - Onthophagus taurus - (Rundermestpillendraaier)
  - Onthophagus vacca - (Koemestpillendraaier)
- Genus: Oryctes
  - Oryctes nasicornis - (Neushoornkever)
- Genus: Osmoderma
  - Osmoderma eremita - (Juchtleerkever)
- Genus: Oxyomus
  - Oxyomus sylvestris - (Tuinmestkever)
- Genus: Oxythyrea
  - Oxythyrea funesta - (Rouwende gouden tor)
- Genus: Pachnoda
  - Pachnoda marginata - (Dola of Kongo-rozenkever)
- Genus: Phyllopertha
  - Phyllopertha horticola - (Rozenkever)
- Genus: Pleurophorus
  - Pleurophorus caesus
- Genus: Polyphylla
  - Polyphylla fullo - (Julikever)
- Genus: Popillia
  - Popillia japonica - (Japanse kever)
- Genus: Protaetia
  - Protaetia fieberi
  - Protaetia marmorata
  - Protaetia metallica - (Gedeukte gouden tor)
- Genus: Psammodius
  - Psammodius asper - (Gegroefde duinzandkever)
- Genus: Rhizotrogus
  - Rhizotrogus aestivus
- Genus: Rhyssemus
  - Rhyssemus germanus
- Genus: Serica
  - Serica brunnea - (Roestbruine bladsprietkever)
- Genus: Thyreogonia
  - Thyreogonia costata
- Genus: Trichius
  - Trichius fasciatus - (Penseelkever)
  - Trichius gallicus
- Genus: Trichostetha
  - Trichostetha fascicularis
- Genus: Trigonopeltastes
  - Trigonopeltastes geometricus
- Genus: Tropinota
  - Tropinota hirta - (Behaarde gouden tor)
- Genus: Valgus
  - Valgus hemipterus - (Kortvleugelboorkever)